# Hexental
Hexental es el nombre de un valle y de una mancomunidad en el distrito de Brisgovia-Alta Selva Negra en Baden-Wurtemberg (Alemania) inmediatamente al Sur de Friburgo.

## Etimología
"Hexental" es una composición lingüística de las palabras alemanas "Hexen" (brujas) y "Tal" (valle) que se traduce literalmente por "Valle de Brujas". Sin embargo, en este caso "Hexen" tiene su origen verdadero en el alto alemán antiguo "hegga"  de donde se derivan el substantivo "Hecke" (seto) y el verbo "hegen" (circundar con setos). De esta manera, es más probable que "Hexen" representa el genitivo del substantivo antiguo y el topónimo significa de veras algo como "Valle de Setos".

## Geografía
Es una llanura formada por la falla principal del graben del Rin Superior.

## Asociación administrativa
La mancomunidad Hexental fue constituida en 1971. Se compone de los municipios situados en el valle, a saber:
- Au
- Horben
- Merzhausen, centro administrativo
- Sölden
- Wittnau